# Aplidium turbinatum
Aplidium turbinatum is een zakpijpensoort uit de familie van de Polyclinidae. De wetenschappelijke naam van de soort werd in 1816 voor het eerst geldig gepubliceerd door Marie Jules César Savigny.

## Beschrijving
Kolonies bestaan uit kleine knotsvormige koppen met smalle stengels die voortkomen uit een kruipende stoloniferous basis. De mantel is transparant en de zoïden zijn duidelijk te zien. Individuele zoïden zijn uitgebreid gepigmenteerd met wit op de endostyle, de vertakte staven, de bovenrand van de vertakte zakpijp, de bases en de uiterste uiteinden van de 8 lobben van de orale sifon. Ze zijn meestal gerangschikt in een enkele reeks van 6-12 zoïden rond een gemeenschappelijke uitademingsopening. De individuele zooïden zijn 10 mm hoog met een diameter van 5 mm.

## Verspreiding
Deze soort is wijdverbreid rond de Britse Eilanden en van Scandinavië tot de Middellandse Zee. Het leefgebied loopt van de lagere kust tot 200 meter. Het geniet een voorkeur voor blootgestelde sublitorale rand/ondiepe infralitorale gemeenschappen. Vaak te vinden op steile rotswanden, maar ook op stenen, algen, enz.

## Voortplanting
Uit de kolonies komen volledig ontwikkelde kikkervisjesachtige larven vrij, die waarschijnlijk in het voorjaar opgroeien uit overwinterende uitlopers.